# Hospital del Mar
El Hospital del Mar es un centro sanitario situado en el Paseo Marítimo de Barcelona. Fue inaugurado durante la epidemia de tifus de 1914, llegando a ser uno de los hospitales más importantes de Barcelona. Forma parte del Parc Salut Mar (PSMAR) junto con el IMIM (Instituto Hospital del Mar de Investigaciones Médicas), Parque de Investigación Biomédica de Barcelona y el Campus Universitari Mar de la Universidad Pompeu Fabra. Por lo que tiene una de las producciones científicas más relevantes del país, con el desarrollo de proyectos que acercan la ciencia a la aplicación diaria en la salud de las personas a las que atiende, integradas en el Parc de Salut Mar.
El Hospital del Mar cuenta con 400 camas convencionales y 20 camas de críticos, 35 plazas de Hospital de Día, 21 boxes polivalentes de urgencias, 69 consultorios, 21 gabinetes diagnósticos, 10 quirófanos y 2 salas de partos. Se encuentra en un proceso de ampliación que duplicará sus dimensiones y permitirá continuar dando la adecuada cobertura a las necesidades de los barrios de los que es referencia.
El año 2015 este recibió la Creu de Sant Jordi «en la conmemoración del centenario de una institución sanitaria de Barcelona vinculada especialmente a sus barrios marítimos».

## Historia
El 21 de diciembre de 1914 se terminó definitivamente el hospital provisional de barracones llamado Hospital de Infecciosos del Parc, que con el tiempo se convertiría en el actual Hospital del Mar. El hospital se creó como hospital de emergencia para atender a los enfermos de tifus durante la epidemia de tifus de 1914 en Barcelona, y en ese momento contaba con 72 camas, tres médicos, y las curas que estaban a cargo de las Hermanas de la Caridad.